# Eugenia koolauensis
Eugenia koolauensis är en myrtenväxtart som beskrevs av Otto Degener. Eugenia koolauensis ingår i släktet Eugenia och familjen myrtenväxter. IUCN kategoriserar arten globalt som starkt hotad. Inga underarter finns listade i Catalogue of Life.

## Bildgalleri

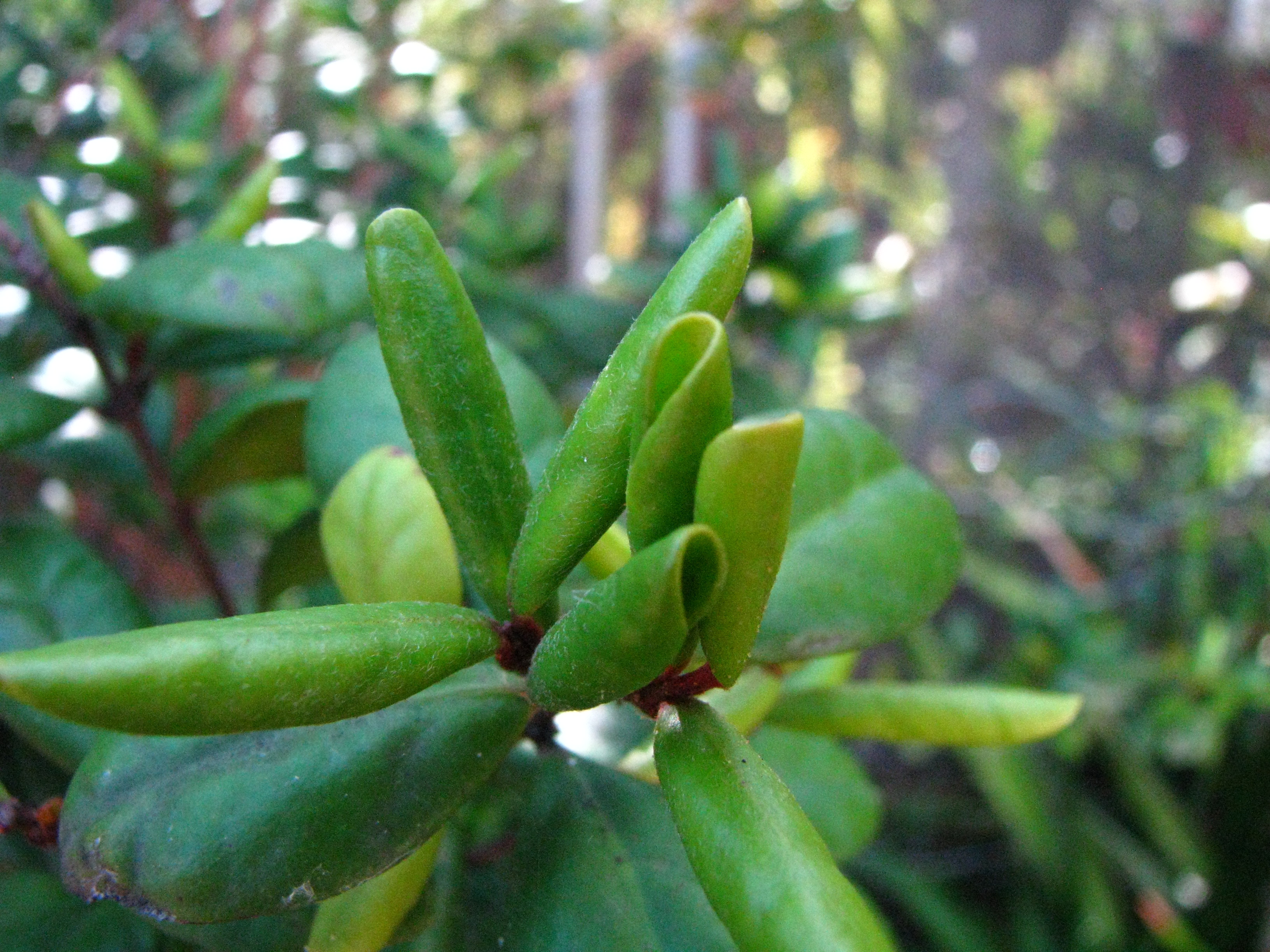
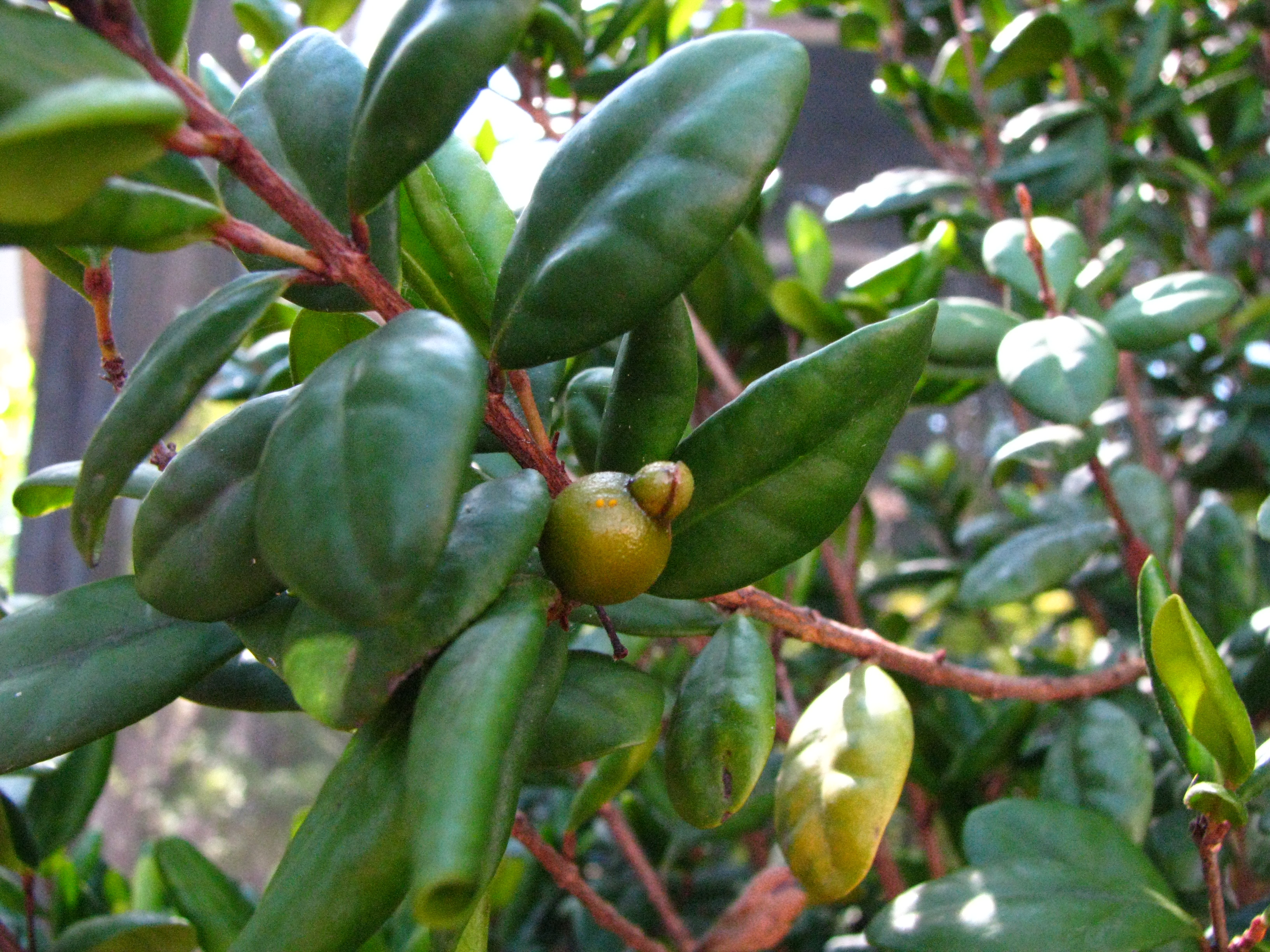
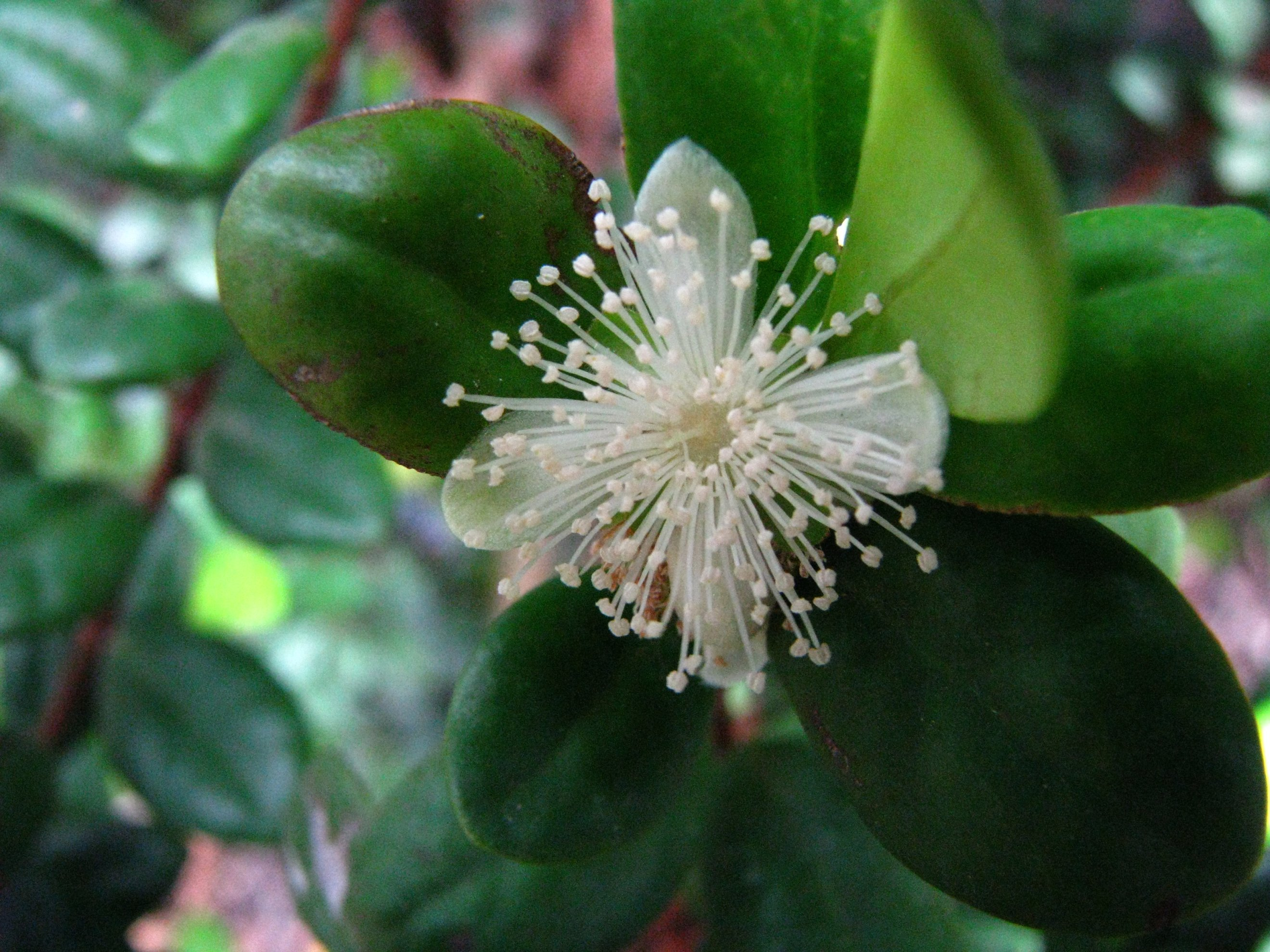
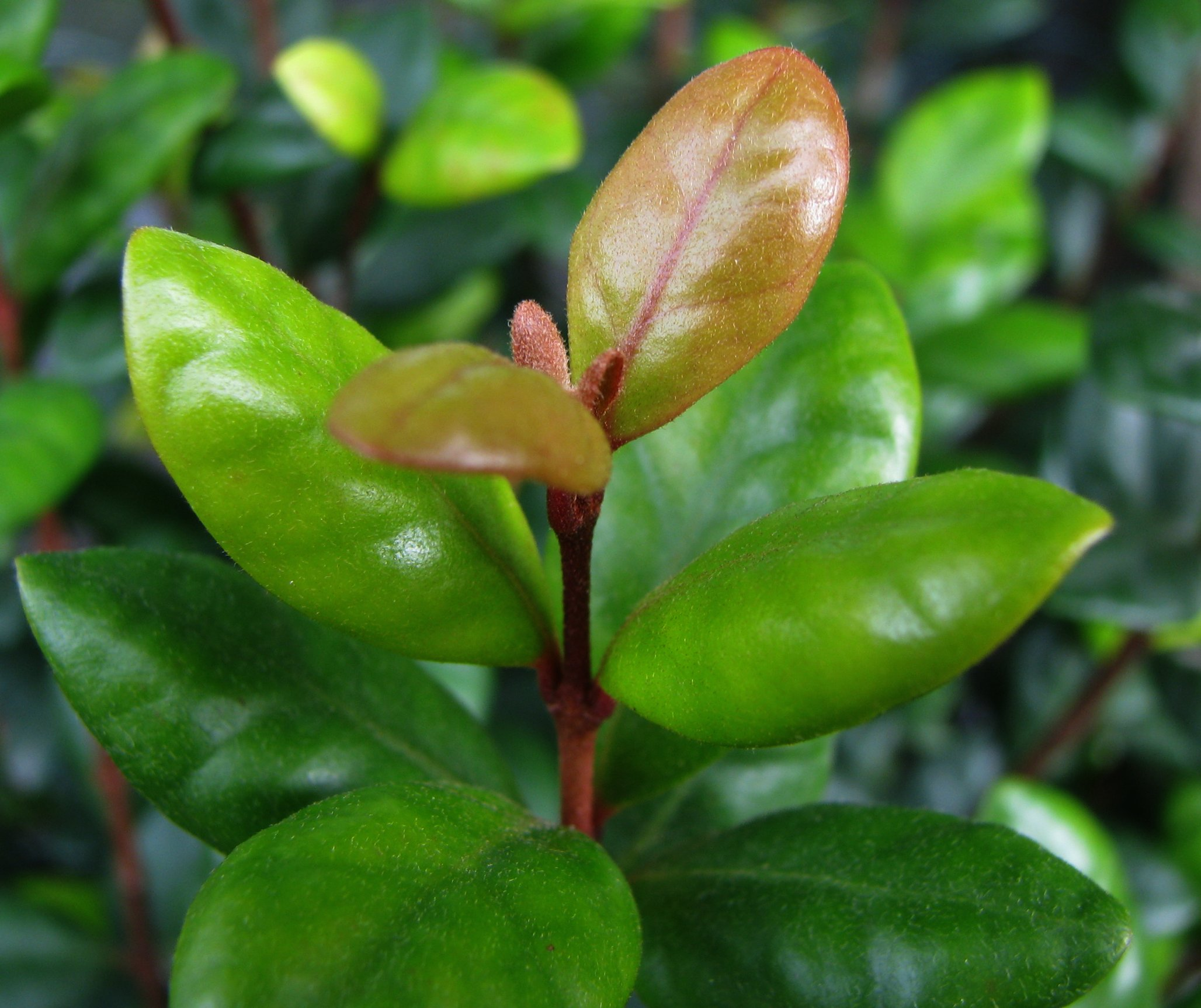
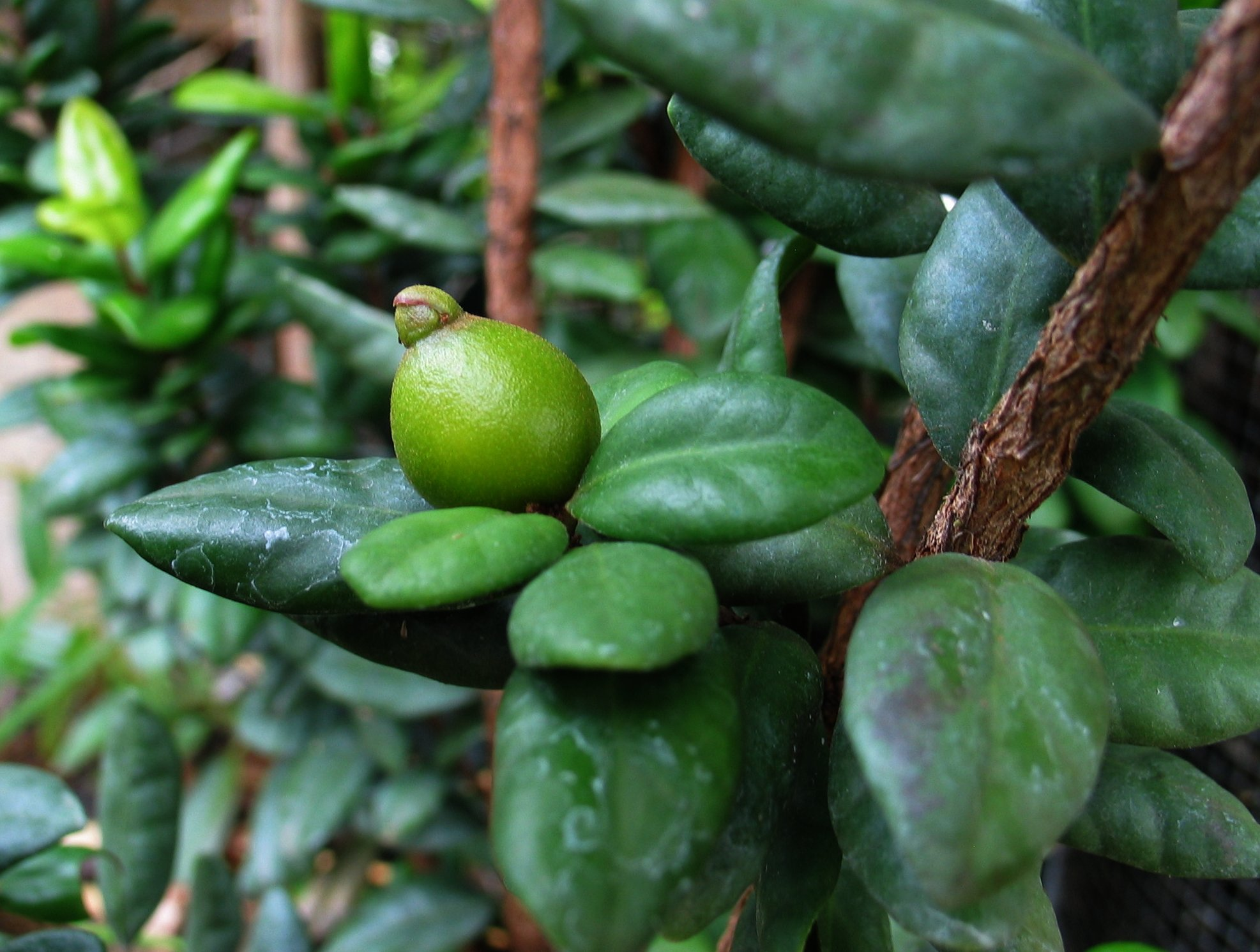
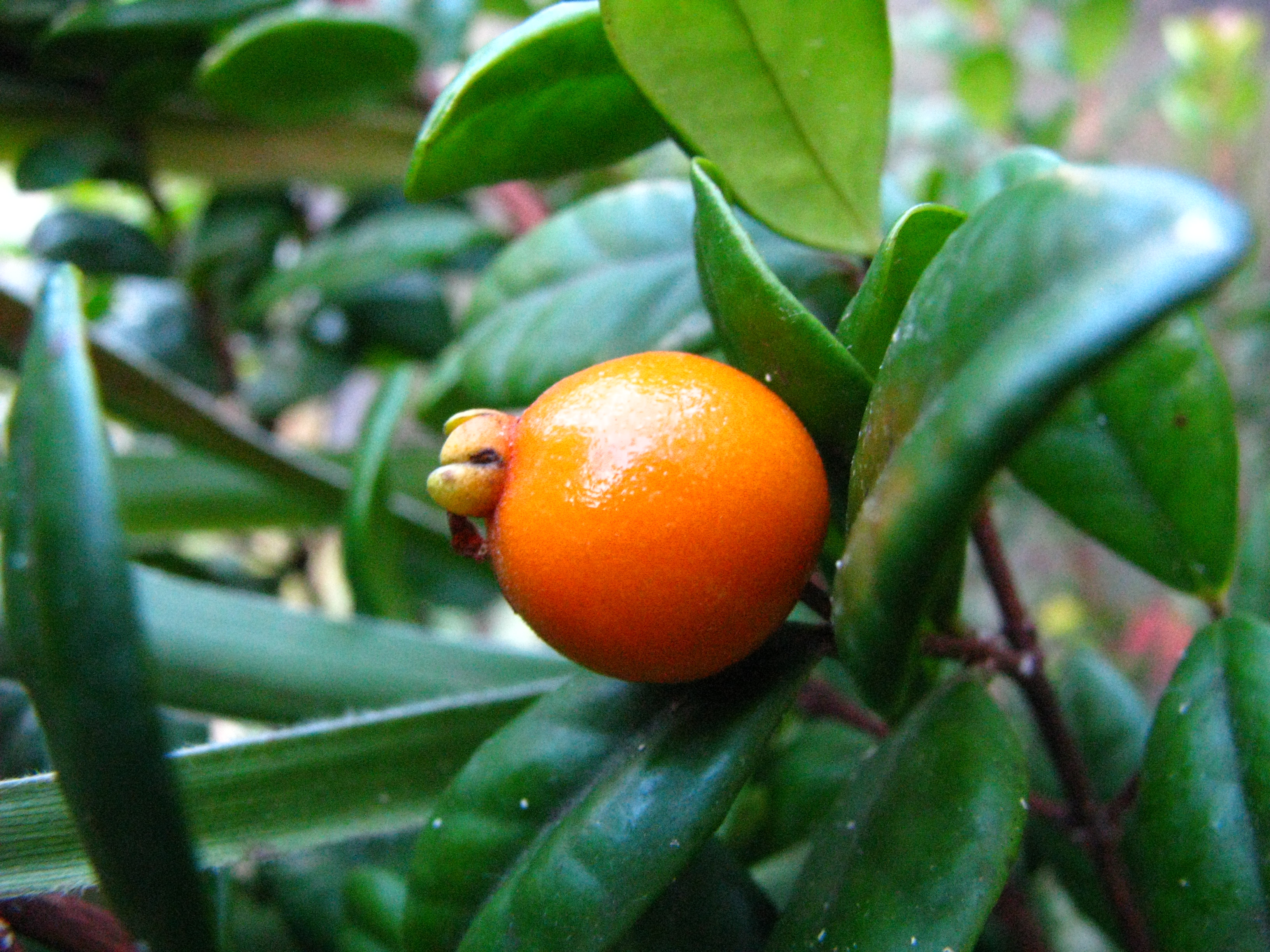